# 강만식
강만식(姜晩植, 1957년 2월 15일 ~ )은 전 KBO 리그 해태 타이거즈, 빙그레 이글스, 삼성 라이온즈의 투수였다.
한편, 1984년부터 2년 연속 10승 이상을 올렸으나 여러 차례의 연봉 조정 때문에 마찰을 빚은 것 등으로  문제를 썩여왔으며 1986년 4승에 머물자 1987년 빙그레 이글스로 트레이드되었지만 5경기에서 2승 3패에 그쳤고 다음 해에는 2경기 밖에 등판하지 못했다.
결국 1989년 삼성 라이온즈로 팀을 옮겼으나 5경기에서 1패에 그쳐 시즌 후 은퇴했고 해태 시절 코치였던 쌍방울  김인식 감독의 부름을 받아   1991년부터 1992년까지는 쌍방울 레이더스, 1995년부터 1997년까지 OB 베어스에서 투수코치를 역임했지만 그 이후 프로야구계를 떠나야 했으며 1987년 해태를 떠난 뒤 고향 팀에는 더 이상 돌아오지 못했는데 1987년 해태를 떠날 때부터 삼성 이적을 희망했으나 뜻대로 이뤄지지 않았고 1989년이 되어서야 삼성 유니폼을 입을 수 있었으며 당시 삼성은 큰 기대를 건 최동원이 트레이드 거부 의사를 밝힌 채 연봉 재계약을 차일피일 미루면서 훈련까지 불참하는 행보를 보이다 구단의 끈질긴 설득을 통하여 이 해 6월 23일 연봉 재계약을 마쳤지만 1승 2패에 그쳐 투수 확보에 비상이 걸린 상태였다.
아울러, 광주일고 2학년 때 초고교급 강속구로 주목받아 "에가와"란 별명을 얻었으나 그 이후 늑골 부상 등 혹사에 따른 부상으로 어려움을 겪기도 했다.

## 연도별 통산기록
| 년도 | 소속팀 | 방어율 | 경기수 | 승 | 패 | 세이브 | 홀드 | 완투 | 완봉 | 이닝    | 피안타 | 피홈런 | 사구 | 삼진 | 실점 | 자책 |
| ---- | ------ | ------ | ------ | -- | -- | ------ | ---- | ---- | ---- | ------- | ------ | ------ | ---- | ---- | ---- | ---- |
| 1982 | 해태   | 4.44   | 29     | 5  | 11 | 0      | 0    | 6    | 0    | 144     | 152    | 11     | 10   | 86   | 93   | 71   |
| 1983 | 해태   | 2.78   | 22     | 6  | 4  | 0      | 0    | 1    | 1    | 94      | 83     | 5      | 22   | 5    | 51   | 29   |
| 1984 | 해태   | 3.26   | 28     | 11 | 4  | 0      | 0    | 3    | 0    | 129 2/3 | 124    | 14     | 7    | 60   | 58   | 47   |
| 1985 | 해태   | 3.31   | 41     | 13 | 8  | 0      | 0    | 5    | 2    | 198 2/3 | 178    | 22     | 19   | 63   | 78   | 73   |
| 1986 | 해태   | 4.43   | 19     | 4  | 6  | 2      | 0    | 1    | 0    | 72 2/3  | 91     | 6      | 5    | 24   | 39   | 35   |
| 1987 | 빙그레 | 6.11   | 5      | 2  | 3  | 0      | 0    | 0    | 0    | 28      | 27     | 5      | 2    | 4    | 20   | 19   |
| 1988 | 빙그레 | 0.00   | 2      | 0  | 0  | 0      | 0    | 0    | 0    | 1 1/3   | 0      | 0      | 0    | 0    | 0    | 0    |
| 1989 | 삼성   | 7.94   | 5      | 0  | 1  | 0      | 0    | 0    | 0    | 11 1/3  | 15     | 2      | 2    | 4    | 10   | 10   |
| 통산 | 8시즌  | 3.76   | 151    | 41 | 37 | 3      | 0    | 16   | 3    | 679 2/3 | 670    | 65     | 50   | 292  | 340  | 284  |

## 출신 학교
- 수창초등학교
- 무등중학교
- 광주제일고등학교(76년 졸)
- 고려대학교(78년 2학년으로 편입)